# Malmea
Malmea R.E.Fr. – rodzaj roślin z rodziny flaszowcowatych (Annonaceae Juss.). Według The Plant List w obrębie tego rodzaju znajduje się 10 gatunków. Występuje naturalnie w klimacie tropikalnym obu Ameryk. Gatunkiem typowym jest M. obovata R.E.Fr.

## Morfologia
PokrójZimozielone drzewa lub krzewy.
LiścieNaprzemianległe, pojedyncze, całobrzegie.
KwiatyPromieniste, obupłciowe, zebrane po kilka w pęczki, rozwijają się w kątach pędów. Mają 3 wolne i nakładające się na siebie działki kielicha. Płatków jest 6, ułożonych w dwóch okółkach, są wolne. Dno kwiatowe jest wypukłe. Kwiaty mają liczne wolne pręciki i liczne wolne owocolistki zawierające po jednej komorze.
OwocePojedyncze, osadzone na szypułkach.

## Systematyka
Pozycja według APweb (aktualizowany system APG III z 2009)
Rodzaj wraz z całą rodziną flaszowcowatych w ramach rzędu magnoliowców wchodzi w skład jednej ze starszych linii rozwojowych okrytonasiennych określanych jako klad magnoliowych.
Lista gatunków
| - Malmea cuspidata Diels - Malmea dielsiana Saff. ex R.E. Fr. - Malmea dimera Chatrou - Malmea guianensis R.E. Fr. - Malmea manausensis Maas & Miralha | - Malmea obovata R.E.Fr. - Malmea pachiteae D.R. Simpson - Malmea peruviana R.E. Fr. - Malmea raimondii R.E. Fr. - Malmea surinamensis Chatrou |